# Babbie
|  | Dieser Artikel wurde aufgrund von inhaltlichen Mängeln auf der Qualitätssicherungsseite des Projektes USA eingetragen. Hilf mit, die Qualität dieses Artikels auf ein akzeptables Niveau zu bringen, und beteilige dich an der Diskussion! Eine nähere Beschreibung der zu behebenden Mängel fehlt. |

Babbie ist eine Stadt im Covington County im US-amerikanischen Bundesstaat Alabama. Das U.S. Census Bureau ermittelte bei der Volkszählung 2020 eine Einwohnerzahl von 625.

## Geographie
Babble liegt im Süden Alabamas im Süden der Vereinigten Staaten. Es liegt etwa 10 Kilometer nordöstlich des 340 Quadratkilometer großen Conecuh National Forest sowie knapp 30 Kilometer nördlich der Grenze zu Florida.
Nahegelegene Orte sind unter anderem Opp (unmittelbar östlich angrenzend), Horn Hill (2 km südlich), Andalusia (3 km westlich) und Kinston (11 km südöstlich). Die nächste größere Stadt ist mit 205.000 Einwohnern die etwa 110 Kilometer nördlich entfernt gelegene Hauptstadt Alabamas, Montgomery.

## Geschichte
Das Gebiet war erstmals in den 1830er Jahren besiedelt, um 1851 entstand die erste Kirche. Die lokale Wirtschaft war früh geprägt von Farmen und Landwirtschaft, unter anderem existierten eine Getreidemühle, eine Baumwollspinnerei, ein Sägewerk und eine Futtermittelfabrik. 1901 wurde die Stadt an das regionale Schienennetz angebunden und diente zunächst als Bedarfshalt. 1902 wurde ein Postamt eröffnet.

## Verkehr
Durch den Süden der Stadt verläuft der U.S. Highway 84, der wenige Kilometer östlich einen Anschluss an den U.S. Highway 331 sowie wenige Kilometer westlich einen Anschluss an den U.S. Highway 29 herstellt.
Etwa 2 Kilometer westlich der Stadt befindet sich der South Alabama Regional Airport.

## Demographie
Nach der Volkszählung 2000 hatte Babbie 627 Einwohner, die sich auf 258 Haushalte und 192 Familien verteilten. Die Bevölkerungsdichte betrug 21 Einwohner/km². 98,88 % der Bevölkerung waren weiß, 0,16 % afroamerikanisch. Das Durchschnittseinkommen betrug 26.328 Dollar, 14,8 % der Bevölkerung lebten unter der Armutsgrenze.
Bis zur Volkszählung 2010 sank die Bevölkerungszahl auf 603.